# Jerzy Sędziak
Jerzy Mieczysław Sędziak (ur. 3 stycznia 1950 w Wałbrzychu) – polski samorządowiec i działacz partyjny, w latach 1994–1998 prezydent Wałbrzycha.

## Życiorys
Syn Juliana i Eugenii. Absolwent II Liceum Ogólnokształcącego w Wałbrzychu. Należał do Polskiej Zjednoczonej Partii Robotniczej, od 1981 do 1984 był sekretarzem Komitetu Miejskiego PZPR w Wałbrzychu. Później przeszedł do Sojuszu Lewicy Demokratycznej. W 1994 wybrany radnym Wałbrzycha. W kadencji 1994–1998 pełnił funkcję prezydenta miasta, w kolejnej kadencji był wiceprezydentem u boku Lecha Bukowca. Później został wspólnikiem spółki informatycznej i członkiem organów zakładu energetycznego we Wrocławiu.